# Provincia de Novara
Novara (en italiano: provincia di Novara) es una provincia en la región del Piamonte, en Italia. Su capital y ciudad más poblada es Novara.
Tiene un área de 1339 km², y una población total de 365.156 hab. (2008). Hay 88 comuni (municipios) en la provincia (fuente: ISTAT).